# Viola pilosa
Viola pilosa är en violväxtart som beskrevs av Carl Ludwig von Blume. Viola pilosa ingår i släktet violer, och familjen violväxter. Inga underarter finns listade i Catalogue of Life.